# Delia segmentata
Delia segmentata är en tvåvingeart som först beskrevs av Wulp 1896.  Delia segmentata ingår i släktet Delia och familjen blomsterflugor. Inga underarter finns listade i Catalogue of Life.